# Mąchocice-Scholasteria
Mąchocice-Scholasteria – wieś w Polsce położona w województwie świętokrzyskim, w powiecie kieleckim, w gminie Masłów.
W latach 1975–1998 miejscowość administracyjnie należała do województwa kieleckiego.
W Mąchocicach znajduje się Szkolne Schronisko Młodzieżowe przy Szkole Podstawowej im. Stefena Żeromskiego.
Przez wieś przechodzi  czerwony szlak rowerowy z Cedzyny do Nowej Słupi oraz  niebieska ścieżka rowerowa z Ciekot do Dąbrowy. Dojazd z Kielc zapewniają autobusy komunikacji miejskiej linii 10.